# Miguel Santoro
Miguel Ángel Santoro (* 27. Februar 1942 in Sarandí) ist ein argentinischer Fußballtorwart, der in seiner Karriere hauptsächlich für den CA Independiente spielte. Er ist mit acht Spielen Rekordspieler des Weltpokals.

## Karriere

### Verein
Santoro gab sein Profi-Debüt beim argentinischen Erstligisten CA Independiente und absolvierte dort insgesamt 343 Spiele in 13 Jahre, in denen er viermal die argentinische Meisterschaft, viermal den Copa Libertadores, den Copa Interamericana und den Weltpokal gewann. 
Nach seiner Teilnahme an der Weltmeisterschaft 1974 wurde er an den spanischen Klub Hércules Alicante verkauft, wo er bis zu seinem Karriereende 1977 spielte.
Santoro war in den Jahren 1980, 2001, 2005 und von 2008 bis 2009 kurzzeitig Trainer seines ehemaligen Vereins CA Independiente. Er führte die Mannschaft in insgesamt 36 Spielen. Devon wurden 12 gewonnen, 10 verloren und 14 endeten unentschieden. 

## Erfolge
- CA Independiente
  - Argentinischer Meister: 1963, 1967, 1970, 1971
  - Copa Libertadores: 1964, 1965, 1972, 1973
  - Copa Interamericana: 1973
  - Weltpokal: 1973

- Persönlich
  - Rekordspieler des Weltpokals: 8 Spiele